# 中村里美
中村 里美（なかむら さとみ、1月26日 - ）は、日本の漫画家、イラストレーター。主にテレビゲームに関する4コマ漫画、オリジナル作品などを手がけている。岐阜県出身。「中村里美」は本名で、夫は同業のなかむら治彦だが、なかむらの日記などの言動からは2004年頃に離婚したとも受け取れる。
自身の名前を縮める際の呼称は「なかみん」。代表作は4コマまんが王国の「ピーチ姫シリーズ」など。
ささいみりかとの同一人物説がある。

## 作者の変遷
- 双葉社が刊行しているゲームコミック「4コマまんが王国」シリーズで1991年から2001年ごろまで多数の漫画を描いている。同シリーズの編集部においても主力作家とみなされていたとみられる。
- 4コマまんが王国のマリオシリーズ系4コマ漫画では、独特のキャラクター性をもったピーチ姫を中心に漫画を描いたいわゆる「ピーチ姫シリーズ」が人気を集めた。こうした完全オリジナルストーリーものは1996年末頃に姿を消したが、この後の中村里美のマリオ4コマもピーチ姫が前面に出たものとなっている。しかしそのネタ自体は題材となるゲームソフトに忠実となった。
- 4コマまんが王国での最後の漫画は「マリオパーティ3 4コマまんが王国」の「スター★トリック3」と思われる。これ以降同レーベルへの掲載は確認されていない。
- それ以降は一部のポケットモンスター系の出版物にイラスト担当として名前を連ねている。
- 2002年10月13日に自身のサイト「中村里美HP・うらなか!」を閉鎖している。

## 特徴
- 淡白な絵と内容が特徴。余分すぎる描き込みが少ないためあっさりしている。一見守備範囲が狭そうな印象を受けるものの、星のカービィからストリートファイターIIに至るまで、4コマまんが王国ではあらゆるゲームの漫画を描いていたことより、オールラウンドさも兼ね揃えているようだ。

## 作品リスト

### ゲームコミック
- 双葉社 4コマまんが王国シリーズにて多数（1991年-2001年）。以下に掲載紙の一例を示す。
  - ファミコン4コマまんが王国2巻
  - スーパーマリオ4コマまんが王国2・4-7
  - MOTHER2 4コマまんが王国
  - ストリートファイターII 4コマまんが王国1-4?
  - ★スーパーマリオ★ヨッシーアイランド4コマまんが王国1-2
  - タクティクスオウガ4コマまんが王国
  - スーパーマリオ64 4コマまんが王国1・2
  - ぷよぷよ4コマまんが王国1・2　※表紙イラストも担当
  - 星のカービィ4コマまんが王国1・2
  - マリオパーティ4コマまんが王国
  - マリオパーティ2 4コマまんが王国
  - マリオパーティ3 4コマまんが王国
- 小学館 ポケットモンスター全書（1998年4月）　※作画担当
- ソフトバンク ポケットモンスター4コマDX（1996年）
- 小学館 ポケモン川柳全百科（2004年11月）
- 風来のシレンシリーズ